# Abdelhamid Abuhabib
Abdelhamid Abuhabib (arabul: عبد الحميد أبو حبيب; Khan Yunis, 1989. augusztus 6. –) palesztin labdarúgó, az élvonalbeli Shabab Al-Khaleel középpályása.

## Pályafutása

### A válogatottban
A válogatottban 2012-ben mutatkozott be, a 2015-ös Ázsia-kupán. 2012 és 2018 között összesen 35 meccsen lépett pályára és 7 gólt szerzett a palesztin válogatottban.